# Etiopské národní obranné síly
Etiopské národní obranné síly patří k největším armádám na africkém kontinentu. Sestávají ze zhruba 200 000 mužů. Skládají se z pozemní armády a letectva, zatímco etiopské námořnictvo bylo přenecháno Eritreji po jejím odtržení. K roku 2005 Etiopie vlastnila 250 tanků, 400 vozidel, 400 kusů mobilního dělostřelectva, 50 raketometů a 48 letadel, mezi něž patřila letadla Su-27 a MiG-21.
V etiopsko-somálské válce v letech 1977–1978 se Etiopii podařilo vyhrát díky silné podpoře Sovětského svazu. Na sklonku studené války zemi podporovaly i další státy sovětského bloku, například Kuba. Po pádu komunistického režimu byla původní armáda rozpuštěna a nahrazena guerillovými jednotkami povstalců. Nová armáda od té doby prochází s americkou pomocí postupnou transformací v moderní vojsko. V letech 1998–2001 proběhla etiopsko-eritrejská válka, která si vyžádala 100 000 mrtvých a oba státy hospodářsky značně vyčerpala.